# Edmund Thormählen
Edmund Gustaf Thormählen (Göteborg, Västra Götaland, 21 de juliol de 1865 - Kungsbacka, Halland, 13 de novembre de 1943) va ser un regatista suec que va competir a començaments del segle xx.
El 1908 va prendre part en els Jocs Olímpics de Londres, on va guanyar la medalla de plata en la categoria de 8 metres del programa de vela com a membre de la tripulació del Vinga, junt a Carl Hellström, Erik Wallerius, Eric Sandberg i Harald Wallin.